# Trofeul Carpați (handbal feminin) - Ediția a 12-a
Competiția din 1971 reprezintă a douăsprezecea ediție a Trofeului Carpați la handbal feminin pentru senioare, turneu amical organizat anual de Federația Română de Handbal începând din 1959. Ediția din 1971, la care au luat parte șase echipe, a fost găzduită de orașul Cluj Napoca și s-a defășurat între 26-31 octombrie 1971. Câștigătoarea turneului din 1971 a fost selecționata Republicii Democrate Germane.
Competiția s-a desfășurat în două serii, cu semifinale și finală.

## Echipe participante

### România
România a fost reprezentată de selecționata națională. Selecționata a fost pregătită de antrenorii Gabriel Zugrăvescu și Pompiliu Simion.
| Portari - Irene Nagy-Klimovski - Maria Buzaș - Maria Husar Extreme - Maria Magyari - extremă stânga - Emilia Munteanu - extremă stânga - Tereza Popa - Nadire Ibadula-Luțaș - extremă stânga/dreapta - Viorica Vieru - extremă dreapta Centri - Petruța Băicoianu-Cojocaru - Maria Popa-Manta - Aneta Schramko | Pivoți - Doina Furcoi - Rozália Soós Interi - Simona Arghir - inter dreapta - Magdalena Miklós - Irene Oancea - inter stânga - Maria Socoși |

### Republica Democrată Germană
Republica Democrată Germană a fost reprezentată de selecționata națională.

### Iugoslavia
Iugoslavia a fost reprezentată de selecționata națională.

### Olanda
Olanda a fost reprezentată de selecționata națională.

### Ungaria
Ungaria a fost reprezentată de selecționata națională.

### Uniunea Sovietică
Uniunea Sovietică a fost reprezentată de selecționata națională.

## Clasament și statistici
Ediția a doisprezecea a Trofeului Carpați la handbal feminin a fost câștigată de selecționata Republicii Democrate Germane.

### Clasamentul final
|   | RDG        |
|   | Ungaria    |
|   | România    |
| 4 | Iugoslavia |
| 5 | Olanda     |
| 6 | URSS       |